# Cicuta virosa
Cicuta virosa es una de las dos especies conocidas como cicutas. La otra es Conium maculatum. Es una planta perenne herbácea perteneciente a la familia de las apiáceas. Fue descrita por Carlos Linneo y publicado en Species Plantarum 1: 255, de 1753. La etimología de su nombre viene de Cicuta, nombre clásico latino de la cicuta, y virosa, epíteto derivado del latín virosus, que significa  "fangoso, cubierto de barro".

## Descripción
Es una planta perenne con raíz vertical voluminosa, hueca y tabicada. El tallo es cilíndrico y erecto, midiendo hasta 1 metro de altura, está provisto de hojas bipinnadas o tripinnadas con un largo peciolo. Las flores son pequeñas, blancas y agrupadas en forma de paraguas, éstas inflorescencias típicas de la familia, se llaman umbelas. Tienen peciolos desiguales que van desde 5 a 11 cm de largo durante la fructificación. Toda la planta contiene un aceite esencial maloliente.

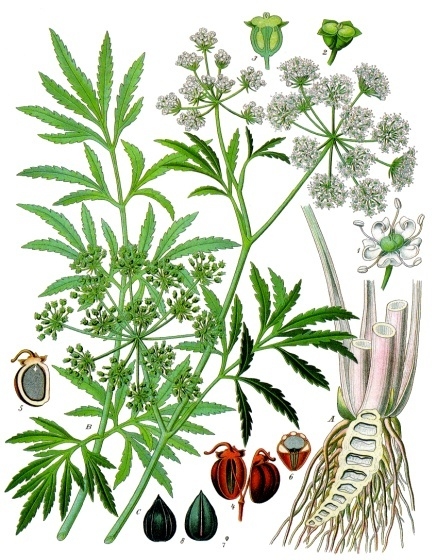
Ilustración de Cicuta virosa.

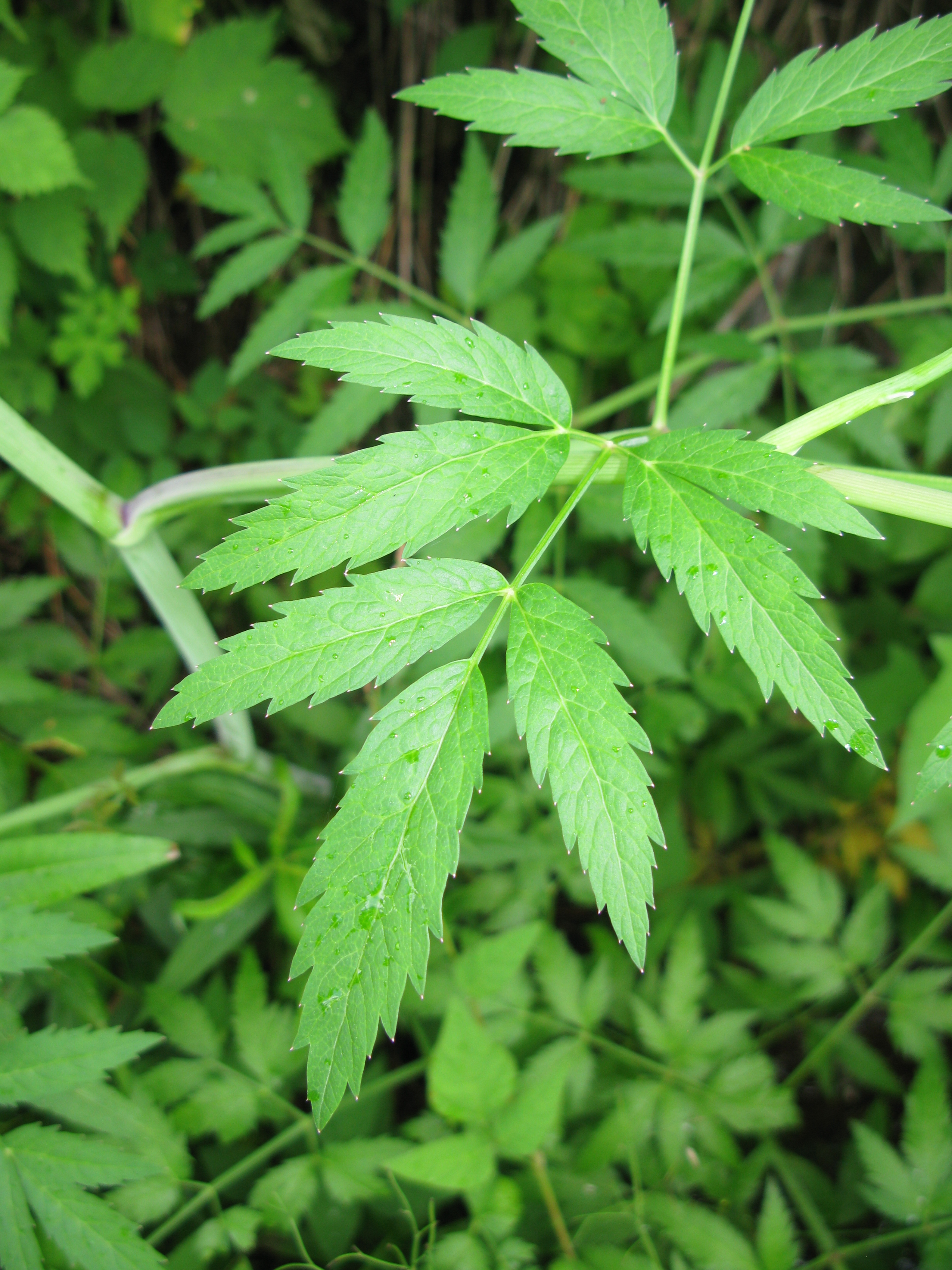
Detalle de las hojas

## Distribución
Es natural del norte de Europa donde crece en zonas húmedas y pantanosas, lugares encharcados y corrientes de agua.
En España está considera planta extinta, por Resolución de 1 de agosto de 2018, de la Secretaría de Estado de Medio Ambiente, por la que se publica el Acuerdo de la Conferencia Sectorial de Medio Ambiente en relación con el Listado de especies extintas en todo el medio natural español. BOE N.º 195, lunes 13 de agosto de 2018.

## Toxicidad
Se ha utilizado como veneno desde tiempos históricos.Toda la planta es tóxica, especialmente en fresco. La intoxicación causa la muerte por parada respiratoria y fibrilación venticular.
Principios activos: La raíz es rica en derivados acetilénicos, el principal es la cicutoxina o heptadeca (8E,10E,12E)-trien-4,6-diín-1,14-diol; también hay cicutol, cicudiol y sus isómeros, falcarindiol y otros poliínos.
Indicaciones: es espasmolítico, sedante. En aplicación externa sirve como antiinflamatorio, para erupciones y micosis dérmicas, pero no debe usarse debido a su toxicidad.

### Síntomas
Los primeros signos de intoxicación aparecen rápidamente: 30-45 minutos después de la ingestión, a veces menos. El intoxicado siente desfallecimiento e insaliva copiosamente. A menudo tiene náuseas, temblores y vértigos, y sufre calambres abdominales; también puede vomitar, a menudo abundantemente y, a intervalos regulares. Casi simultáneamente aparecen convulsiones. La respiración es estertorosa, y la angustia respiratoria produce cianosis. 

### Tratamiento
Si la intoxicación no se detecta demasiado tarde generalmente se realiza una descontaminación digestiva: lavado gástrico (solo puede producirse el vómito si el individuo está consciente y no convulsivo) y la administración de carbón activo.
Si es necesario se asiste al paciente con respiración artificial y se le suministran fluidos gota a gota para compensar las pérdidas de flujo y de hipertensión. Las convulsiones pueden justificar la administración de diazepam.

### Intoxicaciones en otros animales
La toxicidad animal, estudiada en varias especies (gatos, conejos, ratas) y observada en accidentes ocurridos en herbívoros, se presenta siempre con los mismos síntomas: síndrome vagal, trastornos nerviosos, convulsiones violentas y muerte.
El contenido en tóxico fluctúa según la estación y así la dosis tóxica puede variar. La mayor parte de los autores la sitúan en 1-1,25 g/kg de raíces frescas en los bovinos (o sea, de 500-600 g para una vaca de 500 kg); la sensibilidad de los caballos es la misma y las ovejas son más resistentes (2 g/kg).

### Identificación del tóxico
Si el entorno del intoxicado puede proporcionar una muestra de la raíz esta se identifica fácilmente. Para su confirmación, se puede extraer la toxina del material vegetal (o de los residuos en el líquido de lavado de estómago) por el dióxido de etilo y se caracteriza fácilmente por su espectro de absorción ultravioleta y por análisis en cromatografía en capa delgada. La cromatografía líquida de alta presión y de la espectrometría de masa tras la cromatografía en capa delgada pueden confirmar la identificación del tóxico.